# Heliconius alexander
Heliconius alexander är en fjärilsart som beskrevs av Heinrich Neustetter 1928. Heliconius alexander ingår i släktet Heliconius och familjen praktfjärilar. Inga underarter finns listade i Catalogue of Life.